# Hail, Caesar!
|  | Per a altres significats, vegeu «Hail Caesar». |

Hail, Caesar! és una pel·lícula de 2016 de comèdia i thriller dirigida, escrita i produïda pels germans Cohen i protagonitzada per Josh Brolin, George Clooney i Alden Ehrenreich. Fou l'encarregada d'inaugurar el festival de Berlín 2016. En la pel·lícula destaca el gran nombre d'estrelles del cinema com Ralph Fiennes, Scarlett Johansson, Tilda Swinton, Channing Tatum i Jonah Hill. Ha estat subtitulada al català.

## Argument
El film transcorre als anys 50 en l'època daurada de Hollywood. Mentre l'estudi cinematogràfic Capitol Pictures està preparant una superproducció bíblica protagonitzada per la gran estrella Baird Whitlock (George Clooney), el mateix actor desapareix a mig rodatge i s'anuncia que els seus raptors demanen un enorme rescat. Eddie Mannix (Josh Brolin) un "solucionador de problemes", té com a missió descobrir els raptors, localitzar Baird Whitlock, i dur-lo de nou als estudis.

## Repartiment
- Josh Brolin és Eddie Mannix.[6][7]
- George Clooney és Baird Whitlock.[8]
- Alden Ehrenreich és Hobie Doyle.[9][10]
- Ralph Fiennes és Laurence Laurentz.[11]
- Scarlett Johansson és DeeAnna Moran.[9][12]
- Frances McDormand és l'editora de pel·lícules C.C. Calhoun.[10][13]
- Tilda Swinton és tant Thora Thacker com Thessaly Thacker.
- Channing Tatum és Burt Gurney.[14]
- Alison Pill és Connie Mannix.[15]
- Veronica Osorio és Carlotta Valdez.[16]
- Emily Beecham és Dierdre.[17]
- Heather Goldenhersh és Natalie.[18]
- Wayne Knight és un extra sense nom a la pel·lícula i un operatiu comunista.[19]
- Jonah Hill és Joseph Silverman.[9][12]
- Max Baker és John Howard Hermann.[20]
- Christopher Lambert és Arne Slessum.[21]
- Fred Melamed és Fred.[20]
- Patrick Fischler és Benedict.[20]
- David Krumholtz és un guionista comunista.[20]
- Fisher Stevens és un guionista comunista.[20]
- Alex Karpovsky és Sr. Smitrovich.[20]
- Greg Baldwin és Dutch Zweistrong.[20]
- Clancy Brown és una co-estrella a Hail, Caesar!: A Tale of the Christ.[20]
- Robert Picardo és Rabbi.[22]
- Allan Havey és un clergue protestant.
- Natasha Bassett és Gloria DeLamour.[23]
- John Bluthal és Herbert Marcuse.[24]
- Dolph Lundgren és el comandant del submarí soviètic.
- Robert Trebor és el productor de Hail, Caesar!.
- Michael Gambon és el narrador.[8][25]